# Mutterlandpartei (Aserbaidschan)
Die Mutterlandpartei (aserbaidschanisch Ana Vətən Partiyası) ist eine aserbaidschanische politische Partei, die am 14. August 1992 vom Justizministerium registriert wurde. Zu ihren Mitgliedern gehören vor allem Aseri-Flüchtlinge, die durch die gegenseitige Vertreibung im Zuge des Bergkarabachkonfliktes aus Armenien kamen. Sie will die Interessen Nachitschewans innerhalb des Gesamtstaates vertreten und unterstützt die autoritäre Führung von İlham Əliyev.
Die Ideologie der Mutterlandspartei ist der Nationalkonservativismus, ihr offizieller Slogan lautet: Azad, Qüdrətli, Demokratik, Bötöv Azərbaycan, zu deutsch Freies, Starkes, Demokratisches, Einheitliches Aserbaidschan.
Parteiführer Fəzail Ağamalı ist ein ehemaliger Stellvertretender Minister für Sozialschutz. Sein Stellvertreter ist Zahid Oruc.
Während der Parlamentswahlen vom 5. November 2000 und 7. Januar 2001 gewann die Partei 1 von 125 Mandaten in der Nationalversammlung Aserbaidschans. Bei den Wahlen vom 6. November 2005 erhielt die Partei dieses Mal insgesamt 2 von zusammen 125 Abgeordnetensitzen. Bei den Parlamentswahlen am 7. November 2010 erhielt die Partei insgesamt 2 von zusammen 125 Abgeordnetensitzen in der Nationalversammlung Aserbaidschans.